# J-League de 2005
A J-League de 2005 foi a 13º edição da liga de futebol japonesa profissional J-League. Foi iniciada em março e com término em novembro de 2005.
O campeonato teve 16 clubes. O Gamba Osaka foi o campeão, sendo o vice Tokyo Verdy.

## Classificação geral
| #  | Equipa               | J  | V  | E  | D  | GP | GC | SG  | Pts | Classificação                                            |
| -- | -------------------- | -- | -- | -- | -- | -- | -- | --- | --- | -------------------------------------------------------- |
| 1  | Gamba Osaka (C)      | 34 | 18 | 6  | 10 | 82 | 58 | +24 | 60  | Qualificado para 2006 AFC Champions League Group stage 1 |
| 2  | Urawa Red Diamonds   | 34 | 17 | 8  | 9  | 65 | 37 | +28 | 59  |                                                          |
| 3  | Kashima Antlers      | 34 | 16 | 11 | 7  | 61 | 39 | +22 | 59  |                                                          |
| 4  | JEF United Chiba     | 34 | 16 | 11 | 7  | 56 | 42 | +14 | 59  |                                                          |
| 5  | Cerezo Osaka         | 34 | 16 | 11 | 7  | 48 | 40 | +8  | 59  |                                                          |
| 6  | Júbilo Iwata         | 34 | 14 | 9  | 11 | 51 | 41 | +10 | 51  |                                                          |
| 7  | Sanfrecce Hiroshima  | 34 | 13 | 11 | 10 | 50 | 42 | +8  | 50  |                                                          |
| 8  | Kawasaki Frontale    | 34 | 15 | 5  | 14 | 54 | 47 | +7  | 50  |                                                          |
| 9  | Yokohama F. Marinos  | 34 | 12 | 12 | 10 | 41 | 40 | +1  | 48  |                                                          |
| 10 | FC Tokyo             | 34 | 11 | 14 | 9  | 43 | 40 | +3  | 47  |                                                          |
| 11 | Oita Trinita         | 34 | 12 | 7  | 15 | 44 | 43 | +1  | 43  |                                                          |
| 12 | Albirex Niigata      | 34 | 11 | 9  | 14 | 47 | 62 | −15 | 42  |                                                          |
| 13 | Omiya Ardija         | 34 | 12 | 5  | 17 | 39 | 50 | −11 | 41  |                                                          |
| 14 | Nagoya Grampus Eight | 34 | 10 | 9  | 15 | 43 | 49 | −6  | 39  |                                                          |
| 15 | Shimizu S-Pulse      | 34 | 9  | 12 | 13 | 40 | 49 | −9  | 39  |                                                          |
| 16 | Kashiwa Reysol (R)   | 34 | 8  | 11 | 15 | 39 | 54 | −15 | 35  | Rebaixado para J. League 2 1                             |
| 17 | Tokyo Verdy 1969 (R) | 34 | 6  | 12 | 16 | 40 | 73 | −33 | 30  | Rebaixado para J. League 2 1                             |
| 18 | Vissel Kobe (R)      | 34 | 4  | 9  | 21 | 30 | 67 | −37 | 21  | Rebaixado para J. League 2 1                             |

Última atualização em December 3, 2005
Fonte: J. League Division 1
Regras para classificação: 1º pontos; 2º saldo de gols; 3º gols pró.
1 Tokyo Verdy 1969 qualified to AFC Champions League as Copa do Imperador winners.
(C) = Campeão; (R) = Rebaixado; (P) = Promovido; (O) = Vencedor do play-off; (A) = Classificado para a próxima fase. 
Somente aplicável se a temporada não tiver terminado: 
(Q) = Classificado para a fase do torneio indicada; (TQ) = Classificado para o torneio, mas não para a fase indicada; (DQ) = Desclassificado do torneio.

## Artilharia
| Rank | Jogador        | Clube               | Gols |
| ---- | -------------- | ------------------- | ---- |
| 1    | Araújo         | Gamba Osaka         | 33   |
| 2    | Washington     | Tokyo Verdy 1969    | 22   |
| 3    | Hisato Satō    | Sanfrecce Hiroshima | 18   |
| 3    | Edimilson      | Albirex Niigata     | 18   |
| 3    | Magno Alves    | Oita Trinita        | 18   |
| 6    | Juninho        | Kawasaki Frontale   | 16   |
| 6    | Masashi Oguro  | Gamba Osaka         | 16   |
| 8    | Alex Mineiro   | Kashima Antlers     | 15   |
| 9    | Robert Cullen  | Júbilo Iwata        | 13   |
| 10   | Seiichiro Maki | JEF United Chiba    | 12   |
| 10   | Ryoichi Maeda  | Júbilo Iwata        | 12   |
| 10   | Yuki Abe       | JEF United Chiba    | 12   |